# Теорія Вапника — Червоненкіса
Теорію Вапника — Червоненкіса (англ. Vapnik–Chervonenkis theory, відому також як ВЧ-теорія, англ. VC theory) було розроблено протягом 1960–1990 років Володимиром Вапником та Олександром Червоненкісом. Ця теорія є різновидом теорії обчислювального навчання, яка намагається пояснювати процес навчання зі статистичної точки зору.
ВЧ-теорія пов'язана з теорією статистичного навчання та з емпіричними процесами. До емпіричних процесів ВЧ-теорію застосовували, серед інших, Річард Дадлі та Володимир Вапник.

## Введення
ВЧ-теорія охоплює щонайменше чотири частини (як пояснено в «Природі теорії статистичного навчання»):
- Теорію спроможності процесів навчання
  - Якими є (необхідні та достатні) умови спроможності процесу навчання на основі принципу мінімізації емпіричного ризику?
- Неасимптотичну теорію темпу збіжності процесів навчання
  - Наскільки швидким є темп збіжності процесу навчання?
- Теорію керування узагальнювальною спроможністю процесів навчання
  - Як можна керувати темпом збіжності (узагальнювальною спроможністю) процесу навчання?
- Теорію побудови машин, які вчаться
  - Як можна будувати алгоритми, які керують узагальнювальною спроможністю?

ВЧ-теорія є однією з основних підгалузей теорії статистичного навчання. Одним із її головних застосувань у теорії статистичного навчання є забезпечення умов узагальнення для алгоритмів навчання. З цієї точки зору ВЧ-теорія пов'язана зі стійкістю, яка є альтернативним підходом для характеризування узагальнення.
Крім того, ВЧ-теорія та ВЧ-розмірність відіграють важливу роль у теорії емпіричних процесів у випадку процесів, індексованих за ВЧ-класами. Можливо, вони є найважливішими застосуваннями ВЧ-теорії, вони застосовуються в доведенні узагальнення. Буде представлено кілька методик, які широко використовуються в емпіричних процесах та ВЧ-теорії. Обговорення в основному ґрунтується на книзі «Слабка збіжність та емпіричні процеси: із застосуваннями до статистики».

## Огляд ВЧ-теорії в емпіричних процесах

### Довідка про емпіричні процеси
Нехай {\displaystyle X_{1},\ldots ,X_{n}} є випадковими елементами, визначеними на вимірному просторі {\displaystyle ({\mathcal {X}},{\mathcal {A}})}. Для міри Q встановімо:
{\displaystyle Qf=\int fdQ}
Питання вимірності тут ігноруватимуться, технічні деталі див. у . Покладімо, що {\displaystyle {\mathcal {F}}} є класом вимірних функцій {\displaystyle f:{\mathcal {X}}\to \mathbf {R} }, і визначмо
{\displaystyle \|Q\|_{\mathcal {F}}=\sup\{\vert Qf\vert \ :\ f\in {\mathcal {F}}\}.}
Визначмо емпіричну міру
{\displaystyle \mathbb {P} _{n}=n^{-1}\sum _{i=1}^{n}\delta _{X_{i}},}
де δ в даному випадку відповідає мірі Дірака. Емпірична міра породжує відображення {\displaystyle {\mathcal {F}}\to \mathbf {R} }, що задається як
{\displaystyle f\mapsto \mathbb {P} _{n}f}
Тепер припустімо, що P є справжнім розподілом, що лежить в основі даних, який є невідомим. Теорія емпіричних процесів спрямована на ідентифікацію класів {\displaystyle {\mathcal {F}}}, для яких виконуються такі твердження, як наступні:
- рівномірний закон великих чисел:

{\displaystyle \|\mathbb {P} _{n}-P\|_{\mathcal {F}}\to 0,}
- рівномірна центральна гранична теорема:

{\displaystyle \mathbb {G} _{n}={\sqrt {n}}(\mathbb {P} _{n}-P)\rightsquigarrow \mathbb {G} ,\quad {\text{in }}\ell ^{\infty }({\mathcal {F}})}
В першому випадку {\displaystyle {\mathcal {F}}} називається класом Гливенка — Кантеллі (англ. Glivenko-Cantelli class), а в другому (за припущення {\displaystyle \forall x,\sup \nolimits _{f\in {\mathcal {F}}}\vert f(x)-Pf\vert <\infty }) клас {\displaystyle {\mathcal {F}}} називається донскеровим (англ. Donsker class), або P-донскеровим. Очевидно, що клас Донскера є класом Гливенка — Кантеллі в теорії ймовірностей, якщо застосувати теорему Слуцького.
Ці твердження справедливі для єдиної {\displaystyle f} згідно стандартних доводів ЗВЧ та ЦГТ в умовах регулярності, а складність в емпіричних процесах виникає тому, що робляться спільні твердження для всіх {\displaystyle f\in {\mathcal {F}}}. Тоді, інтуїтивно, множина {\displaystyle {\mathcal {F}}} не може бути занадто великою, і, як виявляється, дуже важливу роль відіграє геометрія {\displaystyle {\mathcal {F}}}.
Одним зі способі вимірювання того, наскільки великою є множина функцій {\displaystyle {\mathcal {F}}}, є застосування так званих чисел покриття. Число покриття
{\displaystyle N(\varepsilon ,{\mathcal {F}},\|\cdot \|)}
є мінімальним числом куль {\displaystyle \{g:\|g-f\|<\varepsilon \}}, необхідних для покриття множини {\displaystyle {\mathcal {F}}} (тут, очевидно, припускається існування норми на {\displaystyle {\mathcal {F}}}, на основі якої це робиться). Ентропія є логарифмом числа покриття.
Нижче наведено дві достатні умови, за яких може бути доведено, що множина {\displaystyle {\mathcal {F}}} є Гливенка — Кантеллі, або донскеровою.
Клас {\displaystyle {\mathcal {F}}} є P-Гливенка — Кантеллі, якщо він є P-мірним  такою обгорткою F, що {\displaystyle P^{\ast }F<\infty } та виконується
{\displaystyle \forall \varepsilon >0\quad \sup \nolimits _{Q}N(\varepsilon \|F\|_{Q},{\mathcal {F}},L_{1}(Q))<\infty .}
Наступна умова є версією славетної теореми Дадлі. Якщо {\displaystyle {\mathcal {F}}} є таким класом функцій, що
{\displaystyle \int _{0}^{\infty }\sup \nolimits _{Q}{\sqrt {\log N\left(\varepsilon \|F\|_{Q,2},{\mathcal {F}},L_{2}(Q)\right)}}d\varepsilon <\infty }
то {\displaystyle {\mathcal {F}}} є P-донскеровим для будь-якої такої міри ймовірності P, що {\displaystyle P^{\ast }F^{2}<\infty }. В крайньому інтегралі цей запис означає
{\displaystyle \|f\|_{Q,2}=\left(\int |f|^{2}dQ\right)^{\frac {1}{2}}}.

### Симетрування
Більшість обґрунтувань того, як обмежувати емпіричні процеси, покладаються на симетрування, максимальні та концентричні нерівності, та зчеплювання. Симетрування зазвичай є першим кроком цих доведень, і оскільки воно використовується в багатьох доведеннях машинного навчання із обмеження функцій емпіричних втрат (включно із доведенням ВЧ-нерівності, що обговорюється в наступному розділі), його представлено тут.
Розгляньмо емпіричний процес
{\displaystyle f\mapsto (\mathbb {P} _{n}-P)f={\dfrac {1}{n}}\sum _{i=1}^{n}(f(X_{i})-Pf)}
Виявляється, що існує зв'язок між цим емпіричним, та наступним симетрованим процесом:
{\displaystyle f\mapsto \mathbb {P} _{n}^{0}={\dfrac {1}{n}}\sum _{i=1}^{n}\varepsilon _{i}f(X_{i})}
Цей симетрований процес є процесом Радемахера, обумовленим даними {\displaystyle X_{i}}. Отже, згідно нерівності Хьофдинга, він є субґаусовим процесом.
Лема (симетрування). Для будь-якої неспадної опуклої Φ: R → R та класу вимірних функцій {\displaystyle {\mathcal {F}}},
{\displaystyle \mathbb {E} \Phi (\|\mathbb {P} _{n}-P\|_{\mathcal {F}})\leq \mathbb {E} \Phi \left(2\left\|\mathbb {P} _{n}^{0}\right\|_{\mathcal {F}}\right)}
Доведення леми симетрування покладається на введення незалежних копій первинних змінних {\displaystyle X_{i}} (які іноді називають вибіркою-привидом) та заміну виразу під математичним сподіванням в лівій частині нерівності цими копіями. Після застосування нерівності Єнсена може бути введено інші знаки (звідси й назва — симетрування) без зміни математичного сподівання. Нижче наведено доведення, через його повчальний характер.
Типовий спосіб доведення емпіричних ЦГТ спочатку застосовує симетрування для передачі емпіричного процесу до {\displaystyle \mathbb {P} _{n}^{0}}, а потім здійснює доведення обумовлено даними, використовуючи той факт, що процеси Радемахера є простими процесами з гарними властивостями.

### ВЧ-зв'язок
Виявляється, існує чарівний зв'язок між деякими комбінаторними властивостями множини {\displaystyle {\mathcal {F}}}, та числами ентропії. Числа рівномірного покриття можуть контролюватися поняттям класів множин Вапника — Червоненкіса (англ. Vapnik-Chervonenkis classes of sets), або, коротше, ВЧ-множин (англ. VC sets).
Розгляньмо набір {\displaystyle {\mathcal {C}}} підмножин вибіркового простору {\displaystyle {\mathcal {X}}}. Кажуть, що {\displaystyle {\mathcal {C}}} вихоплює (англ. pick out) певну підмножину {\displaystyle W} скінченної множини {\displaystyle S=\{x_{1},\ldots ,x_{n}\}\subset {\mathcal {X}}}, якщо {\displaystyle W=S\cap C} для деякого {\displaystyle C\in {\mathcal {C}}}. Кажуть, що {\displaystyle {\mathcal {C}}} роздрібнює (англ. shatter) S, якщо він вихоплює кожну з її 2n підмножин. ВЧ-індекс (англ. VC-index, подібний до ВЧ-розмірності + 1 для відповідним чином вибраної класифікаторної множини) {\displaystyle V({\mathcal {C}})} набору {\displaystyle {\mathcal {C}}} — це найменше n, для якого жодна множина розміру n не роздрібнюється набором {\displaystyle {\mathcal {C}}}.
Далі, лема Зауера стверджує, що число {\displaystyle \Delta _{n}({\mathcal {C}},x_{1},\ldots ,x_{n})} підмножин, вихоплюваних ВЧ-класом {\displaystyle {\mathcal {C}}}, задовольняє
{\displaystyle \max _{x_{1},\ldots ,x_{n}}\Delta _{n}({\mathcal {C}},x_{1},\ldots ,x_{n})\leq \sum _{j=0}^{V({\mathcal {C}})-1}{n \choose j}\leq \left({\frac {ne}{V({\mathcal {C}})-1}}\right)^{V({\mathcal {C}})-1}}
Що є поліноміальним числом {\displaystyle O(n^{V({\mathcal {C}})-1})} підмножин, а не експоненційним. Інтуїтивно це означає, що зі скінченності ВЧ-індексу випливає, що {\displaystyle {\mathcal {C}}} має явно спрощену структуру.
Подібне обмеження може бути показано (з іншим сталим, незмінним співвідношенням) для так званих ВЧ-підграфікових класів (англ. VC subgraph classes). Для функції {\displaystyle f:{\mathcal {X}}\to \mathbf {R} } підграфіком є така підмножина {\displaystyle {\mathcal {X}}\times \mathbf {R} }, що {\displaystyle \{(x,t):t<f(x)\}}. Набір {\displaystyle {\mathcal {F}}} називається ВЧ-підграфіковим класом, якщо всі підграфіки формують ВЧ-клас.
Розгляньмо множину індикаторних функцій {\displaystyle {\mathcal {I}}_{\mathcal {C}}=\{1_{C}:C\in {\mathcal {C}}\}} в {\displaystyle L_{1}(Q)} для дискретного емпіричного типу міри Q (або, рівнозначно, для будь-якої міри ймовірності Q). Тоді може бути показано, що, на диво, для {\displaystyle r\geq 1}
{\displaystyle N(\varepsilon ,{\mathcal {I}}_{\mathcal {C}},L_{r}(Q))\leq KV({\mathcal {C}})(4e)^{V({\mathcal {C}})}\varepsilon ^{-r(V({\mathcal {C}})-1)}}
Далі розгляньмо симетричну опуклу оболонку множини {\displaystyle {\mathcal {F}}}: {\displaystyle \operatorname {sconv} {\mathcal {F}}}, яка є набором функцій вигляду {\displaystyle \sum _{i=1}^{m}\alpha _{i}f_{i}} з {\displaystyle \sum _{i=1}^{m}|\alpha _{i}|\leq 1}. Тоді якщо
{\displaystyle N\left(\varepsilon \|F\|_{Q,2},{\mathcal {F}},L_{2}(Q)\right)\leq C\varepsilon ^{-V}}
то наступне є вірним для опуклої оболонки {\displaystyle {\mathcal {F}}}:
{\displaystyle \log N\left(\varepsilon \|F\|_{Q,2},\operatorname {sconv} {\mathcal {F}},L_{2}(Q)\right)\leq K\varepsilon ^{-{\frac {2V}{V+2}}}}
Важливим наслідком цього факту є те, що
{\displaystyle {\frac {2V}{V+2}}>2,}
чого якраз достатньо для того, щоби інтеграл ентропії сходився, і відтак клас {\displaystyle \operatorname {sconv} {\mathcal {F}}} був P-донскеровим.
Нарешті, розглядається приклад ВЧ-підграфікового класу. Будь-який векторний простір {\displaystyle {\mathcal {F}}} вимірних функцій {\displaystyle f:{\mathcal {X}}\to \mathbf {R} }, який має скінченну розмірність, є ВЧ-підграфіком індексу, меншого або рівного {\displaystyle \dim({\mathcal {F}})+2}.
Існують узагальнення поняття ВЧ-підграфових класів, наприклад, існує поняття псевдорозмірності. Зацікавлені читачі можуть подивитися .

## ВЧ-нерівність
Розглядається подібна постановка, звичніша для машинного навчання. Нехай {\displaystyle {\mathcal {X}}} є простором ознак, а {\displaystyle {\mathcal {Y}}=\{0,1\}}. Функція {\displaystyle f:{\mathcal {X}}\to {\mathcal {Y}}} називається класифікатором. Нехай {\displaystyle {\mathcal {F}}} є множиною класифікаторів. Подібно до попереднього розділу, визначмо коефіцієнт роздрібнювання (англ. shattering coefficient, відомий також як функція росту, англ. growth function):
{\displaystyle S({\mathcal {F}},n)=\max _{x_{1},\ldots ,x_{n}}|\{(f(x_{1}),\ldots ,f(x_{n})),f\in {\mathcal {F}}\}|}
Зауважте, що існує взаємно однозначне відображення між кожною з функцій в {\displaystyle {\mathcal {F}}}, та множиною, на якій ця функція дорівнює 1. Отже, ми можемо визначити {\displaystyle {\mathcal {C}}} як набір підмножин, отриманий з наведеного вище відображення для кожної {\displaystyle f\in {\mathcal {F}}}. Таким чином, з точки зору попереднього розділу, коефіцієнт роздрібнювання в точності дорівнює
{\displaystyle \max _{x_{1},\ldots ,x_{n}}\Delta _{n}({\mathcal {C}},x_{1},\ldots ,x_{n})}.
З цієї рівності разом із лемою Зауера випливає, що {\displaystyle S({\mathcal {F}},n)} має бути поліноміальним в n, для достатньо великого n, за умови, що набір {\displaystyle {\mathcal {C}}} має скінченний ВЧ-індекс.
Нехай {\displaystyle D_{n}=\{(X_{1},Y_{1}),\ldots ,(X_{n},Y_{m})\}} є спостережуваним набором даних. Припустімо, що ці дані породжено невідомим розподілом імовірності {\displaystyle P_{XY}}. Визначмо {\displaystyle R(f)=P(f(X)\neq Y)} як очікувані втрати 0/1. Звісно, оскільки {\displaystyle P_{XY}} є загалом невідомим, ми не маємо доступу до {\displaystyle R(f)}. Проте емпіричний ризик (англ. empirical risk), заданий як
{\displaystyle {\hat {R}}_{n}(f)={\dfrac {1}{n}}\sum _{i=1}^{n}\mathbb {I} (f(X_{i})\neq Y_{i})}
безумовно, може бути оцінено. Тоді маємо наступну теорему:

### Теорема (ВЧ-нерівність)
Для бінарної класифікації та функції втрат 0/1 ми маємо наступні обмеження узагальнення:
{\displaystyle {\begin{aligned}P\left(\sup _{f\in {\mathcal {F}}}\left|{\hat {R}}_{n}(f)-R(f)\right|>\varepsilon \right)&\leq 8S({\mathcal {F}},n)e^{-n\varepsilon ^{2}/32}\\\mathbb {E} \left[\sup _{f\in {\mathcal {F}}}\left|{\hat {R}}_{n}(f)-R(f)\right|\right]&\leq 2{\sqrt {\dfrac {\log S({\mathcal {F}},n)+\log 2}{n}}}\end{aligned}}}
Іншими словами, ВЧ-нерівність каже, що при збільшенні вибірки, за умови, що {\displaystyle {\mathcal {F}}} має скінченну ВЧ-розмірність, емпіричний ризик 0/1 стає добрим замінником очікуваного ризику 0/1. Зауважте, що обидві праві частини цих двох нерівностей збігатимуться до 0 за умови, що {\displaystyle S({\mathcal {F}},n)} зростає поліноміально в n.
Очевидним є зв'язок між цією системою та системою емпіричних процесів. Тут ми маємо справу з видозміненим емпіричним процесом
{\displaystyle \left|{\hat {R}}_{n}-R\right|_{\mathcal {F}}}
але не дивно, що ідеї є однаковими. Доведення (першої частини) ВЧ-нерівності спирається на симетрування, а потім здійснює доведення, обумовлене даними, із застосуванням концентричних нерівностей (зокрема, нерівності Хьофдинга). Зацікавлений читач може перевірити теореми 12.4 та 12.5 книги .